# أوغو توجناتزي
وغو توغنازي (23 مارس 1922 - 27 أكتوبر 1990)، هو ممثل مخرج وكاتب سيناريو إيطالي.

## روابط خارجية
- أوغو توجناتزي في قاعدة بيانات الأفلام على الإنترنت